# Victor A. McKusick
Victor Almon McKusick (Parkman, 21 de outubro de 1921 – Towson, 22 de julho de 2008) foi um clínico e geneticista médico estadunidense.

## Carreira
Tendo também sido professor de medicina no Johns Hopkins Hospital, em Baltimore. Ele foi um dos pioneiros no mapeamento do genoma humano devido ao seu uso nos estudos de doenças congênitas. Ele é também conhecido pelos seus estudos dos Amish, que chamava de "pessoas pequenas". Ele foi o autor original e, até sua morte, editor chefe da Mendelian Inheritance in Man (MIM) e sua versão online, Online Mendelian Inheritance in Man (OMIM). Ele é amplamente conhecido como o "pai da genética médica".

## Publicações e pesquisas
McKusick escreveu extensivamente sobre a história da medicina, genética, genética médica e sobre Parkman, Maine. Ele co-fundou a Genomics em 1987 com o Dr. Frank Ruddle e atuou como editor. Ele liderou um comitê organizado pelo Congresso examinando a ética de testar o tecido de Abraham Lincoln para a presença de genes da síndrome de Marfan.
Seus artigos publicados bem conhecidos incluem:
- Probable Assignment of the Duffy Blood Group Locus to Chromosome 1 in Man (1968)[4]
- The Anatomy of the Human Genome: a Neo-Vesalian Basis for Medicine in the 21st Century (2001)[5]
- "On lumpers and splitters, or the nosology of genetic disease."[6]

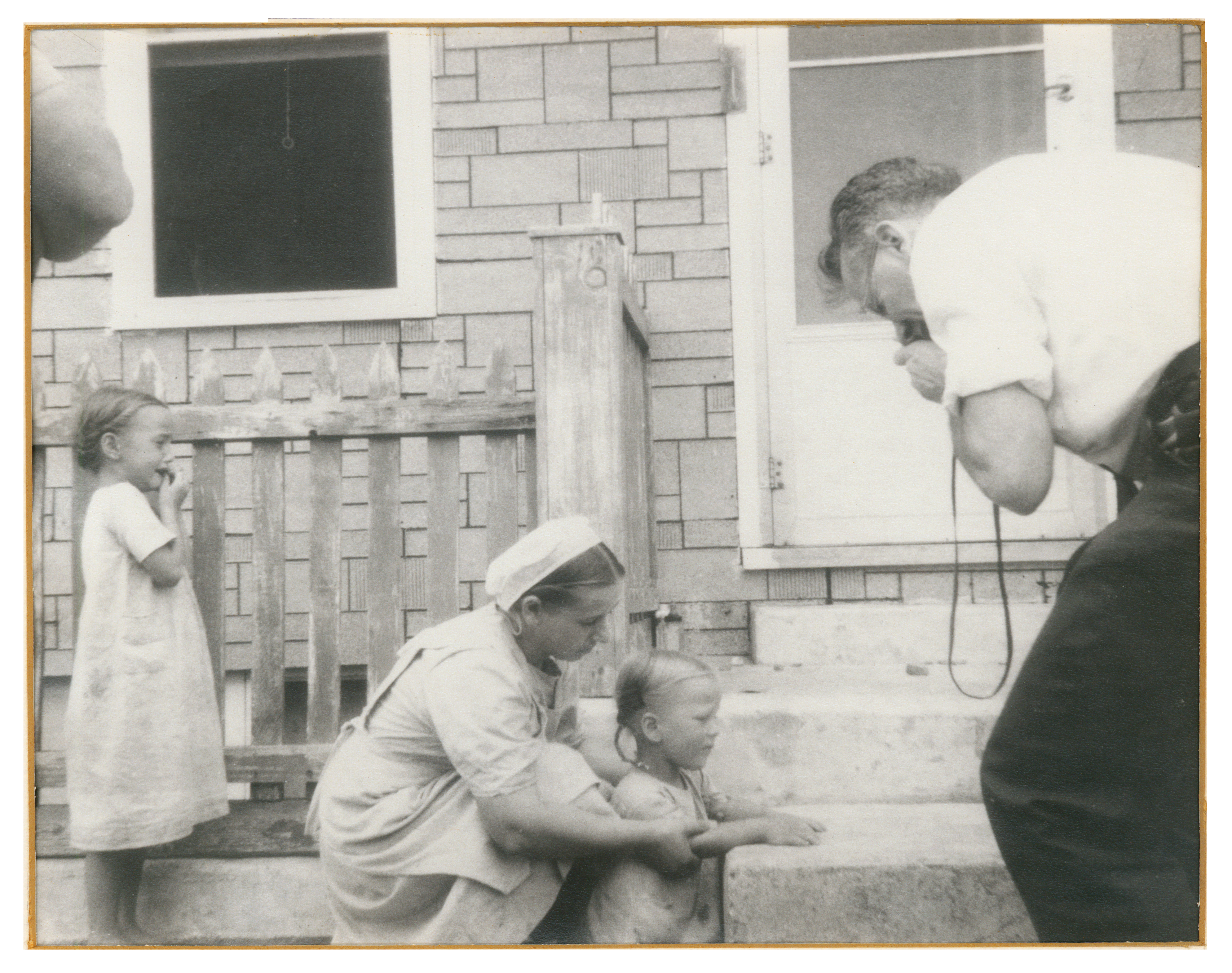
Victor McKusick tirando uma foto das mãos de uma criança Amish durante seu estudo dos Amish

Em um artigo de 2005 apresentado por MI Poling, McKusick disse:
Eu sempre disse aos meus alunos, residentes e companheiros, se você quer realmente ficar por dentro de algum tópico, você precisa saber como ele passou de onde estava para como está agora. Eu sempre fui forte em epônimos também – como síndrome de Marfan, síndrome de Freeman-Sheldon, síndrome de Down, doença de Tay-Sachs, etc. então quem é fulano de tal para quem a doença foi nomeada. Isso estimula o pensamento e a pesquisa sobre a doença ou condição em si para descobrir quem a descreveu pela primeira vez e, portanto, para quem foi nomeada. 